# Timmie Rogers
 (mars 2023).
Si vous disposez d'ouvrages ou d'articles de référence ou si vous connaissez des sites web de qualité traitant du thème abordé ici, merci de compléter l'article en donnant les références utiles à sa vérifiabilité et en les liant à la section « Notes et références ».
Timothy Louis Ancrum, plus connu sous le nom de Timmie Rogers et né le 4 juillet 1915 et mort le 17 décembre 2006 était un comédien, auteur-compositeur-interprète, chef d'orchestre et acteur américain qui est apparu dans de nombreuses émissions de télévision nationales dans les années 1960 et 1970.